# Villars-Sainte-Croix
Villars-Sainte-Croix es una comuna del cantón de Vaud, situada en el distrito del Ouest lausannois, en Suiza. Limita al oeste y al norte con la comuna de Mex, al este y al sureste con Crissier, y al sur con Bussigny-près-Lausanne.
Hasta el 31 de diciembre de 2007, la comuna formó parte del distrito de Morges, círculo de Ecublens.

## Personalidades
- Patrick Moraz, nacido en 1946, músico.